# Stargate SG-1 (televisieserie)

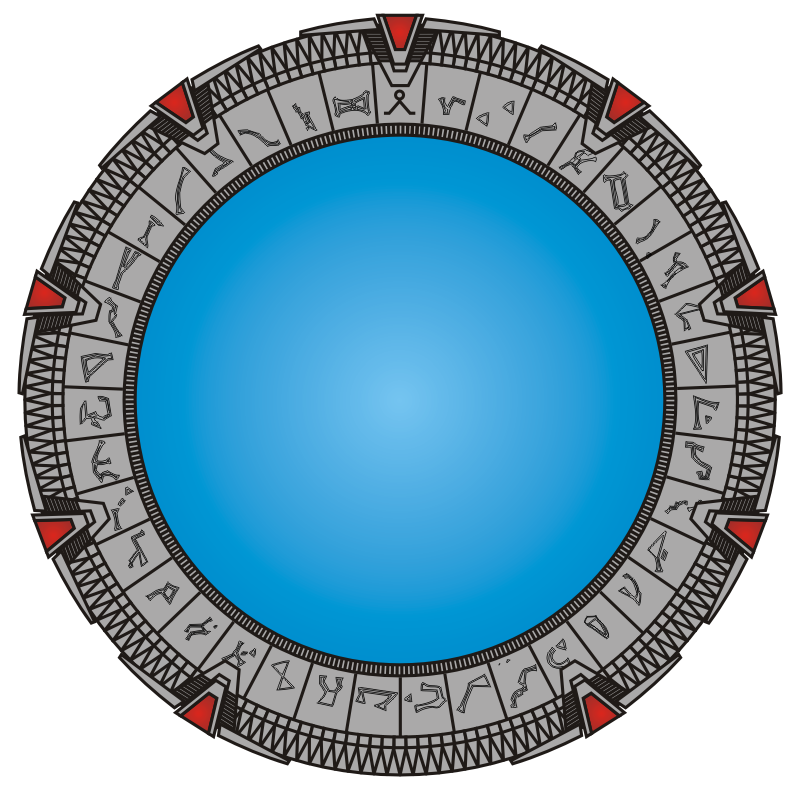
Een Melkweg Stargate

Stargate SG-1 is een sciencefictionserie gebaseerd op de film Stargate uit 1994. De eerste aflevering werd uitgezonden op 28 juli 1997 op de zender Showtime. Op deze zender werden de eerste vijf seizoenen van de serie uitgezonden. De latere seizoenen werden opgepakt door Sci Fi Channel. Tegelijk met het achtste seizoen (2004) werd het eerste seizoen van de spin-offserie Stargate Atlantis uitgezonden.
Op 21 augustus 2006 werd door The SciFi Channel aangekondigd dat dit het programma niet wilde voortzetten. Uitvoerend producent Robert C. Cooper kondigde aan dat hij met de verhalen wilde doorgaan in een nog te beslissen vorm. Het ging om twee direct-naar-videofilms (niet in de bioscoop te zien). De eerste film, Stargate: The Ark of Truth, moest het Ori-verhaal afsluiten, in de tweede film, Stargate: Continuum, zou de laatste Goa'uld Ba'al terug in de tijd gaan om de geschiedenis te veranderen.

## Inhoud

### Algemeen
De serie gaat verder waar de film eindigde.
In de serie draait het grotendeels om militaire teams die met behulp van een apparaat van buitenaardse oorsprong, genaamd de Stargate, het heelal verkennen. Het gehele Stargate-programma is in handen van de Amerikaanse luchtmacht en wordt strikt geheimgehouden. Later in de serie wordt er gebruikgemaakt van de Russische Stargate. In ruil hiervoor krijgt Rusland een eigen SG-team. Later krijgen ze zelfs een schip, de Korolev, maar dat wordt al spoedig daarna vernietigd. In de serie zijn Frankrijk, Engeland en China ook actief betrokken bij het programma.
De techniek en geschiedenis van het ontstaan achter de Stargate wordt voor de kijker ook steeds verder uitgediept, naarmate de serie vordert;
- Het hele systeem van deze "poorten" naar andere planeten is ontwikkeld en gebouwd, door een heel oud ras, "de Ouden" genaamd. Later blijkt dat dit ras een eerdere evolutionaire ontwikkeling op aarde was, die tot een mensachtig, superintelligent ras leidde. Deze "Ouden" besluiten om de aarde te verlaten en pas veel later komt de evolutionaire ontwikkeling van "ons" ras, de huidige mensen, tot stand.
- Ondanks het feit dat reizen door deze "poorten" over ontzettend grote afstanden, welhaast onmiddellijk gebeurt, zijn er beperkingen:

1. reizen vinden alleen plaats binnen het Melkwegstelsel, bij gebruik van het "normale" 7 cijferige adres nummer. (getrouw aan de uitleg in de film van 1994)
2. in seizoen 2, aflevering 15 "The Fifth Race" wordt door O'Neill ontdekt, dat met toevoeging van een extra achtste symbool (en een boost extra vermogen) ook tussen sterrenstelsels gereisd kan worden. Zijn onderbewustzijn, die gevuld was met buitenaardse informatie, stuurde zijn acties waarmee hij een draagbare elektriciteitscapsule aan het bestaande elektriciteitsnetwerk van de faciliteit (Cheyenne Mountain) voegde, waardoor de Stargate genoeg vermogen had om buiten de Melkweg te bellen en mensen door te laten.

### Goa'uld-saga
De eerste verhaallijn van de serie draaide om de strijd met een ras genaamd de Goa'uld, die in de film werden geïntroduceerd. Wanneer de System Lord (Systeemheer) Apophis de aarde bezoekt, wordt het SGC team uit de film weer bijeen geroepen. Ze ontdekken dat er nog meer systeemheren zijn die onderling vechten om macht in de Melkweg, en dat de Stargate meer werelden verbindt dan de aarde en Abydos. Een nieuw team wordt samengesteld om de Goa'uld te bevechten: het SG-1 team.
SG-1 krijgt al snel versterking van de Jaffa Teal'c, de voormalige First Prime (rechterhand) van Apophis. SG-1 vormt ook allianties met andere rassen die de Goa'uld bevechten, waaronder de Tok'ra, de Tollan en de Asgard.
Naast de Goa'uld krijgt het team ook te maken met vijandige mensen die de Stargate in handen willen krijgen, waaronder een NID-agent. In seizoen 3 duikt een ander vijandig ras op, de Replicators.
Aan het eind van seizoen 4 werd een laatste grote slag geleverd met Apophis.

### Anubis-saga
Nadat Apophis was verslagen, nam begin seizoen 5 de systeemheer Anubis zijn plaats in als de primaire vijand van het SG-1 team en de aarde. Anubis had veel kennis van de Ouden en hun technologie.
In seizoen 6 voegt Jonas Quinn, een mens van een andere planeet, zich bij het team. Hij nam de plek van Daniel Jackson in.
In seizoen 8 verkrijgt de systeemheer Ba'al veel van Anubis’s macht. Ondertussen beginnen de Replicators de systeemheren aan te vallen. Tegen het eind van het seizoen probeert Anubis al het leven in de Melkweg te vernietigen met het Dakara Superwapen, zodat hij de Melkweg kan herbouwen zoals hij dat wil. SG-1 krijgt het wapen in handen en gebruikt het om alle Replicators uit te roeien. De Jaffa maken van de gelegenheid gebruik om de systeemheren voorgoed uit te schakelen, waardoor ze hun vrijheid terugkrijgen.

### Ori-saga
In seizoen 8 kreeg Jack O'Neill de rang van brigadier-generaal. In seizoen 9 verliet hij het SGC. Hij werd opgevolgd door Majoor General Hank Landry.
Bij een ongepland bezoekje aan een ander melkwegstelsel (zonder hoofdletter M) trekt het team de aandacht van een nieuw ras, de Ori. De Ori sturen hun handlangers, de Priors, naar de Melkweg. De Priors nemen een religie mee genaamd Origin.
Om de Ori te bevechten zoekt het team hulp van Merlijn, een voormalige Oude die aan de basis stond van de legendes rondom koning Arthur. Dit wapen, de Sangraal, blijkt zelf de basis te vormen van de legendes rond de heilige graal. De Ori proberen ondertussen de Melkweg binnen te komen met een zelfgebouwde Stargate, groot genoeg voor hun vloot. Deze vloot vernietigt met gemak de schepen van de mensen, Jaffa, Asgard en Lucian Alliance.
In seizoen 10 wordt Adria, de dochter van Vala Mal Doran, geboren. Ze wordt in een mum van tijd volwassen, dankzij de invloed van de Ori, en wordt de leider (Orici) van de Ori in de Melkweg.
Na een bezoek aan Atlantis ontdekt Daniel van de Oude Morgan Le Fay dat het wapen van Merlijn mogelijk verborgen is op twee planeten. De Jaffa gebruiken het Dakara Superwapen om de bemanning van een Orischip uit te roeien, maar Adria overleeft de aanval en vernietigt het wapen. SG-1 reist naar de planeet waar de Sangraal zou zijn, alwaar ze een reeks testen moeten ondergaan. Ze vinden Merlijn, die zijn bewustzijn overbrengt op Daniel. Hij begint meteen met het maken van de Sangraal. Daarna wordt Daniel opzettelijk een Prior, zodat hij het wapen door de Stargate naar het Ori-universum kan sturen.
Verschillende verhaallijnen tijdens deze saga zijn nog niet afgerond. Deze dienen als uitgangspunt voor de direct-naar-videofilm Stargate: The Ark of Truth.

## Verschillen tussen de film en de serie
Het Stargate-principe uit de originele film is op een aantal punten aangepast voor de serie Stargate SG-1. Onder andere:
- Ra, het buitenaardse wezen uit de film, was daar de laatste van zijn soort. In de serie is dat niet zo. Bovendien speelt Ra een hoofdrol in de film en wordt hij in de serie maar kort aangehaald in seizoen 1 en seizoen 8.
- Ra is in de film een alien die een mensenlichaam beheerst, in de serie zijn hij en zijn mede-Goa'uld slangachtige parasieten die zich aan de hersenschors van een mens hechten en zo het lichaam overnemen.
- naamsveranderingen:
  - Kolonel Jack O'Neills naam wordt in de film gespeld als O'Neil.
  - De zoon van O'Neill heette in de film Tyler, in plaats van Charlie in de serie.
  - Kawalsky's voornaam was in de film Adam, in plaats van Charles.
  - Jacksons vrouw heette in de film Sha'uri, in plaats van Sha're.
- De chevrons van de Stargate lichtten in de film niet op als ze werden geactiveerd.
- Gebruikers (reizigers) van de Stargate hadden een klein laagje rijp op hun lichaam na aankomst. Dit wordt wel verklaard in de serie, doordat ze in de serie op een betere manier reizen.
- Abydos bevond zich in de film "aan de andere kant van het voor ons bekende universum". In de serie is Abydos een stuk dichterbij, namelijk in de Melkweg.
- In de film bevond de Stargate zich in het fictieve Creek Mountain. In de serie bevindt de Stargate zich in Cheyenne Mountain.
- In de serie bestaan de legers uit Jaffa en in de film zijn het gewoon mensen.

## Personages
| Personage             | Acteur                | Aantal afleveringen per seizoen | Aantal afleveringen per seizoen | Aantal afleveringen per seizoen | Aantal afleveringen per seizoen | Aantal afleveringen per seizoen | Aantal afleveringen per seizoen | Aantal afleveringen per seizoen | Aantal afleveringen per seizoen | Aantal afleveringen per seizoen | Aantal afleveringen per seizoen | Films            | Films           |
| Personage             | Acteur                | 1 (22 afl.)                     | 2 (22 afl.)                     | 3 (22 afl.)                     | 4 (22 afl.)                     | 5 (22 afl.)                     | 6 (22 afl.)                     | 7 (22 afl.)                     | 8 (20 afl.)                     | 9 (20 afl.)                     | 10 (20 afl.)                    | The Ark of Truth | Continuum       |
| Hoofdpersonages       | Hoofdpersonages       | Hoofdpersonages                 | Hoofdpersonages                 | Hoofdpersonages                 | Hoofdpersonages                 | Hoofdpersonages                 | Hoofdpersonages                 | Hoofdpersonages                 | Hoofdpersonages                 | Hoofdpersonages                 | Hoofdpersonages                 | Hoofdpersonages  | Hoofdpersonages |
| --------------------- | --------------------- | ------------------------------- | ------------------------------- | ------------------------------- | ------------------------------- | ------------------------------- | ------------------------------- | ------------------------------- | ------------------------------- | ------------------------------- | ------------------------------- | ---------------- | --------------- |
| Jack O'Neill          | Richard Dean Anderson | 22                              | 22                              | 22                              | 22                              | 22                              | 21                              | 21                              | 20                              | 2                               | 2                               | -                | Vinkje          |
| Daniel Jackson        | Michael Shanks        | 22                              | 22                              | 22                              | 22                              | 21                              | 4                               | 22                              | 20                              | 20                              | 20                              | Vinkje           | Vinkje          |
| Samantha Carter       | Amanda Tapping        | 22                              | 22                              | 22                              | 22                              | 22                              | 22                              | 22                              | 20                              | 20                              | 20                              | Vinkje           | Vinkje          |
| Teal'c                | Christopher Judge     | 22                              | 22                              | 22                              | 22                              | 22                              | 22                              | 22                              | 20                              | 20                              | 20                              | Vinkje           | Vinkje          |
| George Hammond        | Don S. Davis          | 22                              | 22                              | 22                              | 22                              | 22                              | 22                              | 22                              | 3                               | 3                               | 2                               | -                | Vinkje          |
| Jonas Quinn           | Corin Nemec           | -                               | -                               | -                               | -                               | 1                               | 22                              | 8                               | -                               | -                               | -                               | -                | -               |
| Cameron Mitchell      | Ben Browder           | -                               | -                               | -                               | -                               | -                               | -                               | -                               | -                               | 20                              | 20                              | Vinkje           | Vinkje          |
| Vala Mal Doran        | Claudia Black         | -                               | -                               | -                               | -                               | -                               | -                               | -                               | 1                               | 8                               | 20                              | Vinkje           | Vinkje          |
| Hank Landry           | Beau Bridges          | -                               | -                               | -                               | -                               | -                               | -                               | -                               | -                               | 20                              | 20                              | Vinkje           | Vinkje          |
| Nevenpersonages       |                       |                                 |                                 |                                 |                                 |                                 |                                 |                                 |                                 |                                 |                                 |                  |                 |
| Walter Harriman       | Gary Jones            | 16                              | 3                               | 3                               | 12                              | 12                              | 15                              | 13                              | 14                              | 17                              | 11                              | Vinkje           | Vinkje          |
| Janet Fraiser         | Teryl Rothery         | 8                               | 13                              | 14                              | 12                              | 9                               | 10                              | 7                               | -                               | 1                               | -                               | -                | -               |
| Bra'tac               | Tony Amendola         | 1                               | 3                               | 2                               | -                               | 2                               | 4                               | 6                               | 4                               | 4                               | 3                               | -                | -               |
| Jacob Carter / Selmak | Carmen Argenziano     | -                               | 4                               | 3                               | 3                               | 4                               | 4                               | 6                               | 3                               | -                               | -                               | -                | -               |
| Apophis               | Peter Williams        | 5                               | 4                               | 4                               | 4                               | 2                               | 1                               | -                               | 1                               | -                               | -                               | -                | Vinkje          |
| Bill Lee              | Bill Dow              | -                               | -                               | -                               | 1                               | -                               | 1                               | 4                               | 2                               | 8                               | 4                               | -                | -               |

### Crossovers
Stargate Atlantis: John Sheppard (Joe Flanigan, 1 aflevering), Rodney McKay (David Hewlett, 7 afleveringen), Elizabeth Weir (Torri Higginson, 3 afleveringen), Richard Woolsey (Robert Picardo, 7 afleveringen), Radek Zelenka (David Nykl, 1 aflevering), Chuck (Chuck Campbell, 1 aflevering) & Evan Lorne (Kavan Smith, 2 afleveringen)

## Thema’s
Een aflevering van de serie begint meestal met SG-1 die een nieuwe planeet onderzoekt voor potentiële technologie en bondgenoten. Indien ze intelligent leven vinden, vertoont het personage Daniel Jackson direct interesse in antropologie, buitenaardse gemeenschappen, cultuur en morele vragen. Tijdens de serie worden veel sociale verschillen tussen de culturen van de aarde en die van buitenaardse rassen verkend.
Menselijke nieuwsgierigheid wordt in de serie vaak neergezet als een bron van onaangename gebeurtenissen:
- Nadat de mensen de Stargate heractiveren gaan de Goa'uld hen als bedreiging zien.
- De Replicators waren gemaakt door een androïde die zelf was gemaakt door een mensachtige wetenschapper.
- De Ori kwamen achter de locatie van de melkweg toen Daniel Jackson en Vala Mal Doran per ongeluk het universum van de Ori bezochten.
- Fysieke en biologische bedreigingen worden geregeld door de Stargate naar de aarde gehaald.

De serie refereert ook geregeld aan andere series en films, zoals Star Wars, Star Trek, The Wizard of Oz, en de Simpsons.

## Spin-offs
De populariteit van Stargate SG-1 heeft drie nieuwe series opgeleverd:
- De eerste, Stargate Infinity, was echter weinig succesvol en werd al snel stopgezet.
- De tweede spin-offserie Stargate Atlantis is een stuk succesvoller. In deze serie draait het om de verloren stad Atlantis, thuisbasis van de Ouden, de bouwers van de Stargates.
- Een derde serie, "Stargate Universe", debuteerde in 2009. Dit is een opzichzelfstaande serie.

Online prequel serie:
- Stargate Origins

De serie kreeg tevens twee direct-naar-videofilms:
- Stargate: The Ark of Truth
- Stargate: Continuum